# Waltental

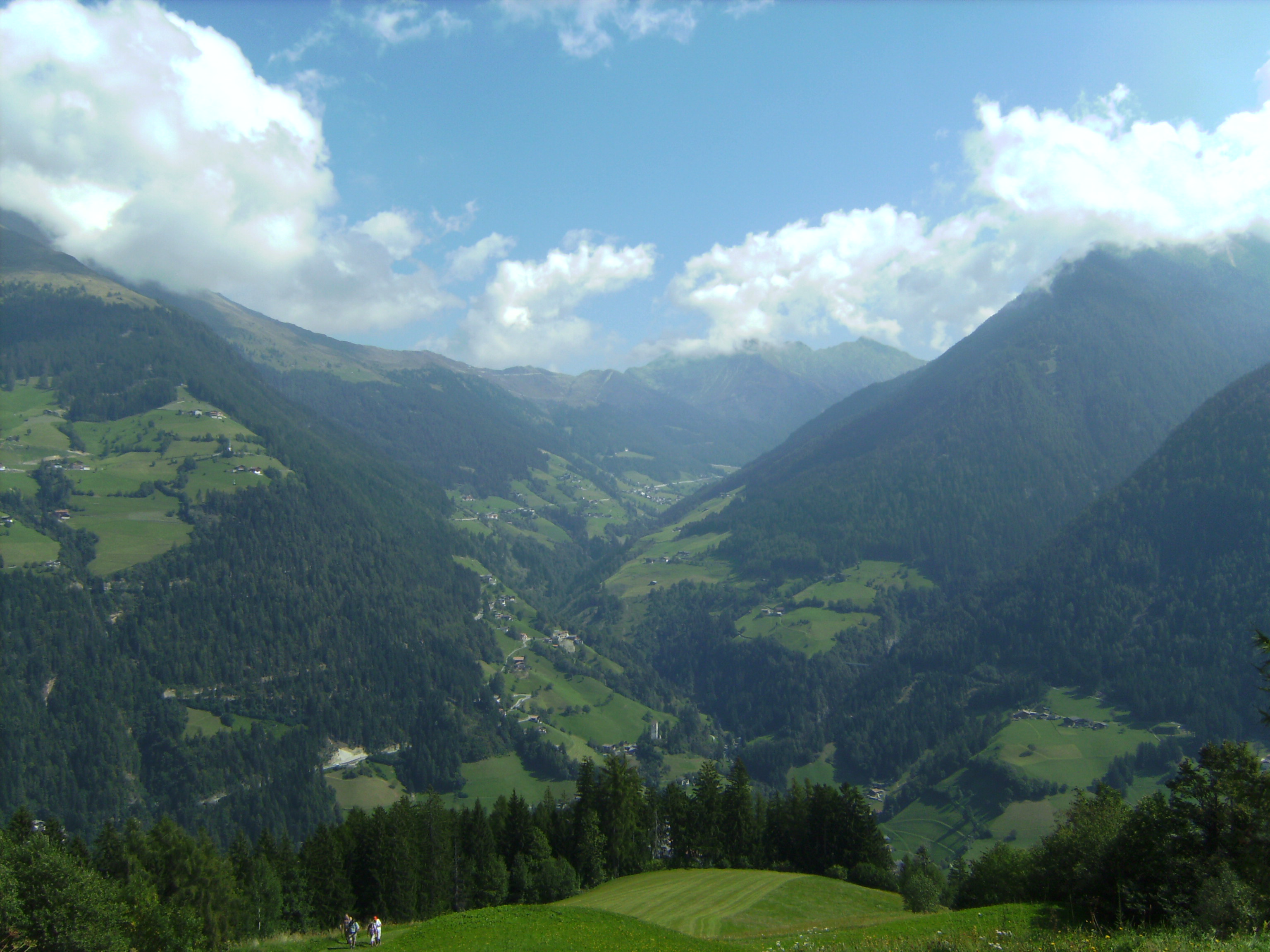
Blick in das Waltental

Das Waltental, auch einfach Walten, ist ein orographisch linkes Seitental von Passeier in Südtirol. Es löst sich bei St. Leonhard, dem Hauptort der Gemeinde St. Leonhard in Passeier, Richtung Osten und bietet auf den mittleren Lagen der südexponierten Hänge der Fraktion Walten Platz. Entwässert wird es durch den Waltner Bach, der in die Passer mündet. Im Talinneren verzweigt es sich bei der Ortschaft Wans in zwei Äste, das Wanser Tal und das Sailer Tal. Für den Kraftverkehr erschlossen ist das Waltental durch die Jaufenpassstraße, die nordseitig zum 2094 m hohen Jaufenpass ansteigt, der eine Verbindung ins Ratschingstal und weiter ins Wipptal vermittelt. Geologisch liegt das Gebiet im Altkristallin des Ostalpin. Umgeben ist das Waltental von hohen Bergkämmen, die südseitig den Sarntaler Alpen, nordseitig anfangs bis zum Jaufenpass zu den Stubaier Alpen und im hinteren Talbereich ebenfalls zu den Sarntaler Alpen gerechnet werden.